# Етамбутол/ізоніазид
Етамбутол/ізоніазид – це препарат, що використовується для лікування туберкульозу. Це комбінація з фіксованою дозою етамбутолу та ізоніазиду. Його використовують разом з іншими протитуберкульозними препаратами. Препарат приймається перорально.
Побічні ефекти відповідають тим, що характерні для кожного з компонентів препарату. Серед поширених побічних ефектів – порушення координації рухів, оніміння та проблеми з печінкою. Ураження печінки можуть бути серйозними і частіше виникають у людей старше 50 років. Не рекомендується використовувати дітям. Безпека застосування під час вагітності залишається нез'ясованою.
У 2019 р. препарат було вилучено з Орієнтовного переліку основних лікарських засобів, розробленого ВООЗ. Гуртова вартість у країнах, що розвиваються, становить приблизно від 1,47 до 1,99 долара США на місяць. Цей комбінований препарат недоступний у Канаді чи Сполучених Штатах.